# 娜塔莉亞·高茲
娜塔莉亞·高茲（英語：Nataliya Gotsiy，1985年7月10日—），烏克蘭名模，有加拿大血統。曾獲2004年紐約世界超級模特大賽冠軍。